# Bettina Hörstrup
Bettina Hörstrup (* 1968 in Orsoy jetzt Rheinberg als Bettina Ettwig) ist eine deutsche Juristin und seit 2020 Administrative Direktorin des Potsdam-Instituts für Klimafolgenforschung (PIK). Sie bildet gemeinsam mit den Wissenschaftlichen Direktoren Ottmar Edenhofer und Johan Rockström den Vorstand des Potsdam-Instituts für Klimafolgenforschung.

## Berufliche Laufbahn
Bettina Hörstrup studierte Rechtswissenschaften in Bonn und absolvierte ihr Referendariat am Landgericht Köln. Sie promovierte bei Meinhard Heinze zum Thema „Die betriebsbedingte Kündigung in der Insolvenz“. Parallel dazu arbeitete sie als freiberufliche Rechtsanwältin in Berlin. Anschließend nahm Hörstrup 1997 eine Tätigkeit als Justiziarin und Assistentin des Administrativen Vorstands am Helmholtz-Zentrum Potsdam – Deutsches GeoForschungsZentrum GFZ auf. Zwei Jahre später wechselte sie in die Zentralverwaltung des Handelskonzerns McPaper AG als stellvertretende Leiterin der Rechtsabteilung. Im Jahr 2001 kehrte sie als Leiterin der Personalabteilung zum GFZ zurück und war ab 2005 zugleich Stellvertreterin des Administrativen Vorstands. Von 2006 bis 2008 war Bettina Hörstrup Vorsitzende des Personalausschusses der Helmholtz-Gemeinschaft.
Im Jahr 2011 erhielt sie den Master of Management des Malik Management Zentrums St. Gallen, Schweiz.
Seit August 2020 ist sie die erste Verwaltungsdirektorin am PIK.
2023 wurde Bettina Hörstrup in den Aufsichtsrat des Leibniz-Zentrum für Marine Tropenforschung (ZMT) berufen.

## Publikationen
- Bettina Ettwig: Die betriebsbedingte Kündigung in der Insolvenz. Luchterhand Verlag, 2000. ISBN 3-472-04009-2, ISBN 978-3-472-04009-5

- SAE (Sammlung Arbeitsrechtlicher Entscheidungen) Maßgebliche Kündigungsfrist im Konkurs und in der Insolvenz – Besprechung des Urteils des BAG vom 19.01.2000 – 4 AZR 70/99 (Bettina Ettwig)